# Várzea de Abrunhais
Pour les articles homonymes, voir Várzea.
Várzea de Abrunhais est une paroisse civile portugaise (en portugais : freguesia) de la municipalité de Lamego dans le district de Viseu.

## Géographie
La paroisse est arrosée par le Rio Varosa (pt), affluent du Douro.

## Démographie
Lors du recensement de 2021, Várzea de Abrunhais compte 329 habitants.